# باربورا بوبولوا
باربورا بوبولوا (انگلیسی: Barbora Bobuľová؛ زادهٔ ۲۹ آوریل ۱۹۷۴) یک هنرپیشه اهل اسلواکی است.
او در فیلم سینمایی خاکستر سبز به نویسندگی و کارگردانی ابراهیم حاتمی کیا کارگردان برجسته ایرانی در سال ۱۳۷۲ خورشیدی به ایفای نقش پرداخت.  در این فیلم وی نقش دختری مسلمان اهل بوسنی را بازی می کرد که یک عکاس ایرانی به نام عزیز با بازی آتیلا پسیانی که برای عکاسی از جنگ صربها علیه بوسنی به این کشور سفر کرده بود دلباخته او می شود اما بخاطر مجروحیت عزیز این دو از هم جدا می افتند.
از دیگر نقش‌آفرینی‌های او می‌توان به تحت درمان، آزادی هم بد نیست، ارواح سیاه و راهنمای عشق ۲ اشاره کرد.